# 파피아멘토어 위키백과

파피아멘토어 위키백과는 파피아멘토어로 운영되는 위키백과 언어판이다. 2006년 3월 24일에 시작되었다. pap라고 표기한다.